# Bygdøy kulturmiljø
Bygdøy kulturmiljø är ett norskt kulturskyddat område på Bygdøy i Oslo, som är skyddat enligt regeringsbeslut i februari 2012. Det är en av tolv (2021) skyddade kulturmiljøer i Norge.
Bygdøy kulturmiljø omfattar 2,2 km², varav 1,8 km² land och gäller landskapsutseende, naturelement, byggnader och andra kulturminnen. Området ligger på den nordvästra delen av Bygdøy. I omedelbar anslutning till Bygdøy kulturmiljø ligger Hengsåsen naturreservat och Dronningberget naturreservat samt Bygdøy Kongsgård. Kungsgården ingår inte i kulturskyddet.
Värdet i knutet till historiken med kungligt sommarresidens, kungsgård med jordbruk, folkpark, friluftsområde på land och i havet och museer. I området ligger bland annat:
- Norsk Folkemuseum
- Vikingskipshuset
- Bygdøy kirke
- Bygdøy Sjøbad, öppnat 1880 och restaurerat 2008[3][4]
- Kongeskogen
- Hengsengen, gård
- Killingen

## Historik
Kung Karl Johan köpte 1837 ett markområde på Bygdøy för att skapa en folkpark för allmänheten. En sådan anlades med bland annat lusthus, utsiktsplatser och havsbad med naturen formad som en engelsk park. Norsk Folkemuseum flyttade till Bygdøy 1898 och i detta inlemmades senare kung Oscar II:s samlingar av byggnader från 1881.

## Bildgalleri

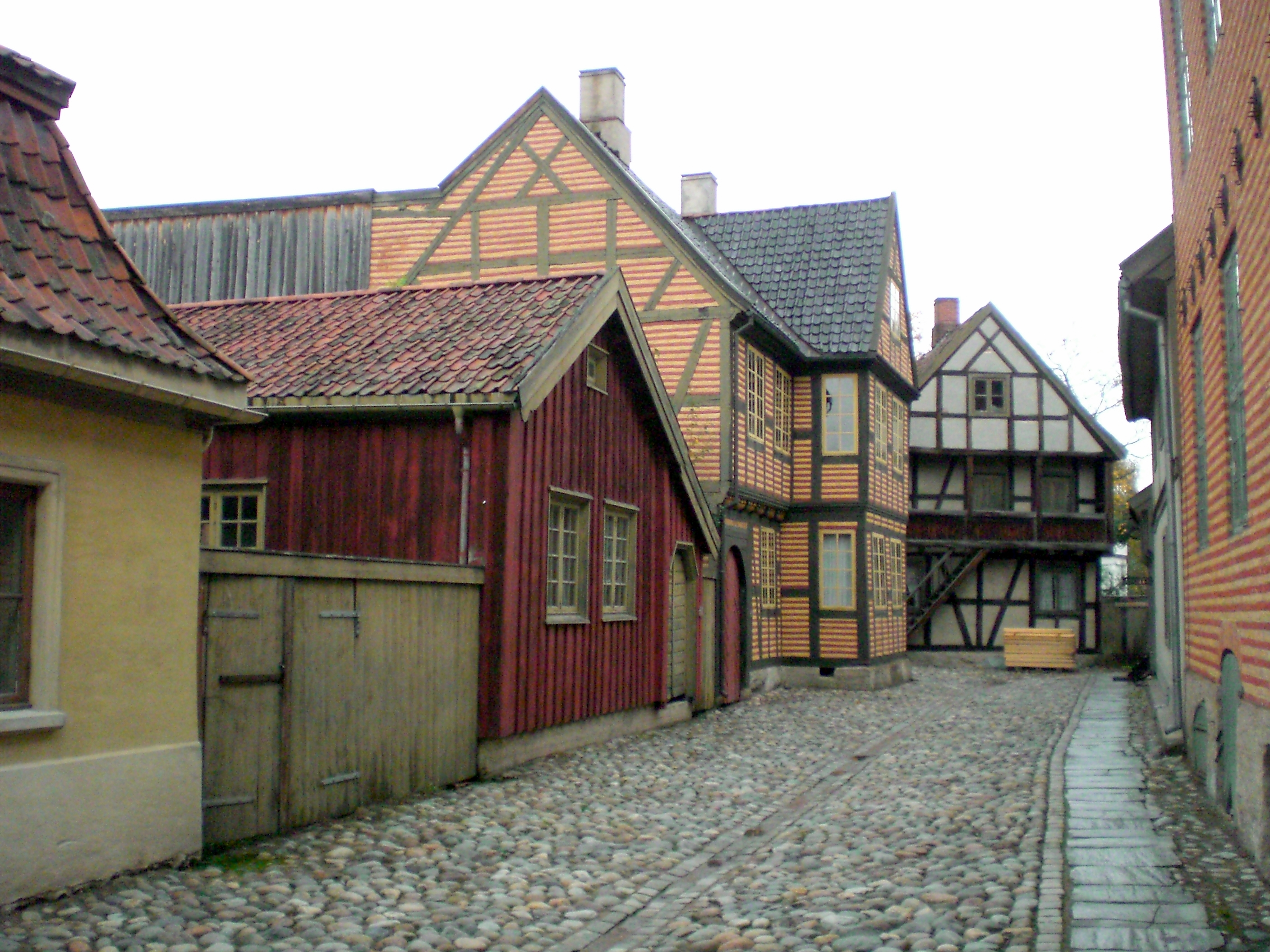
Norsk Folkemuseum
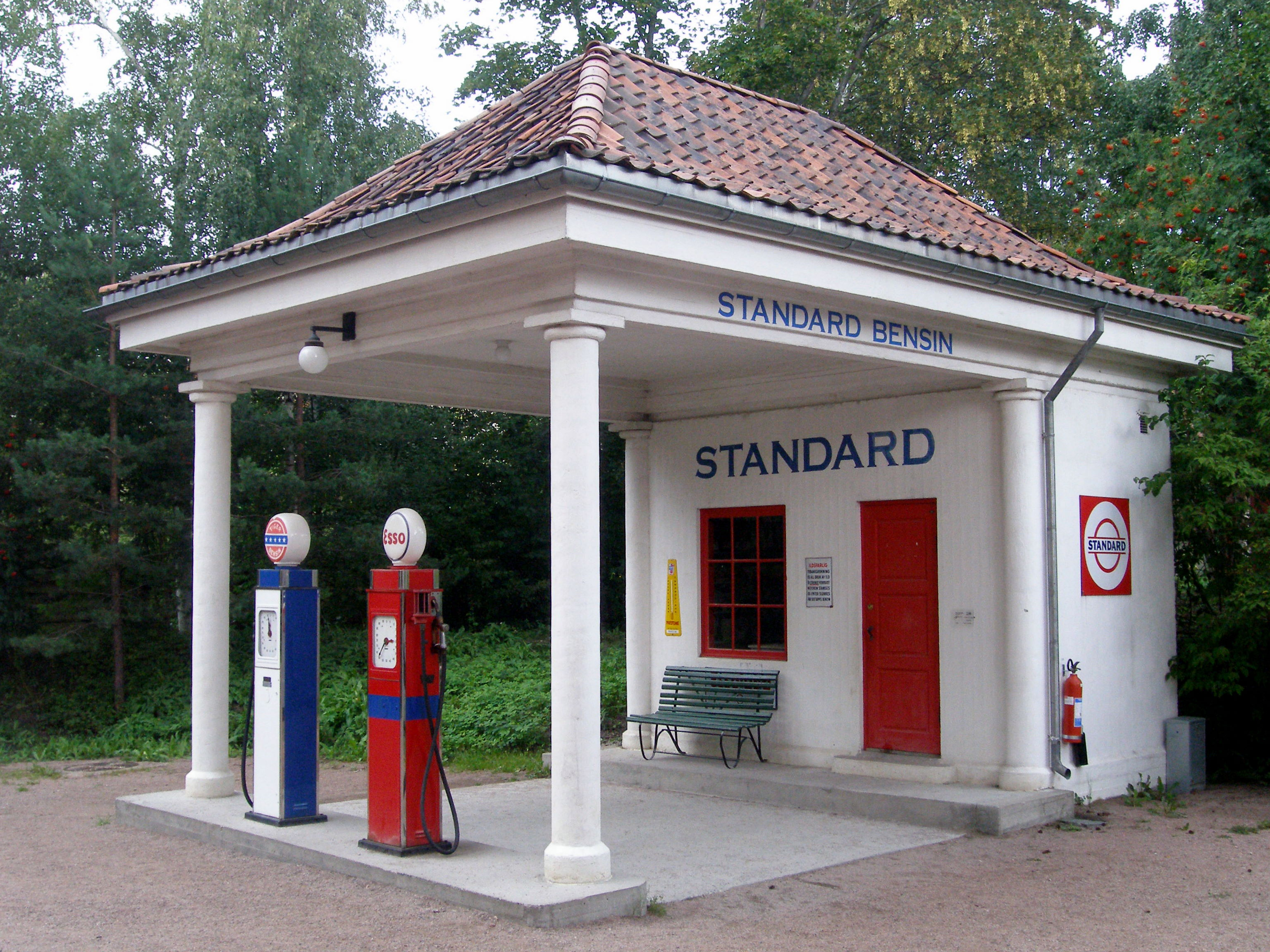
Standard Oil bensinstation från Holmestrand, 1928
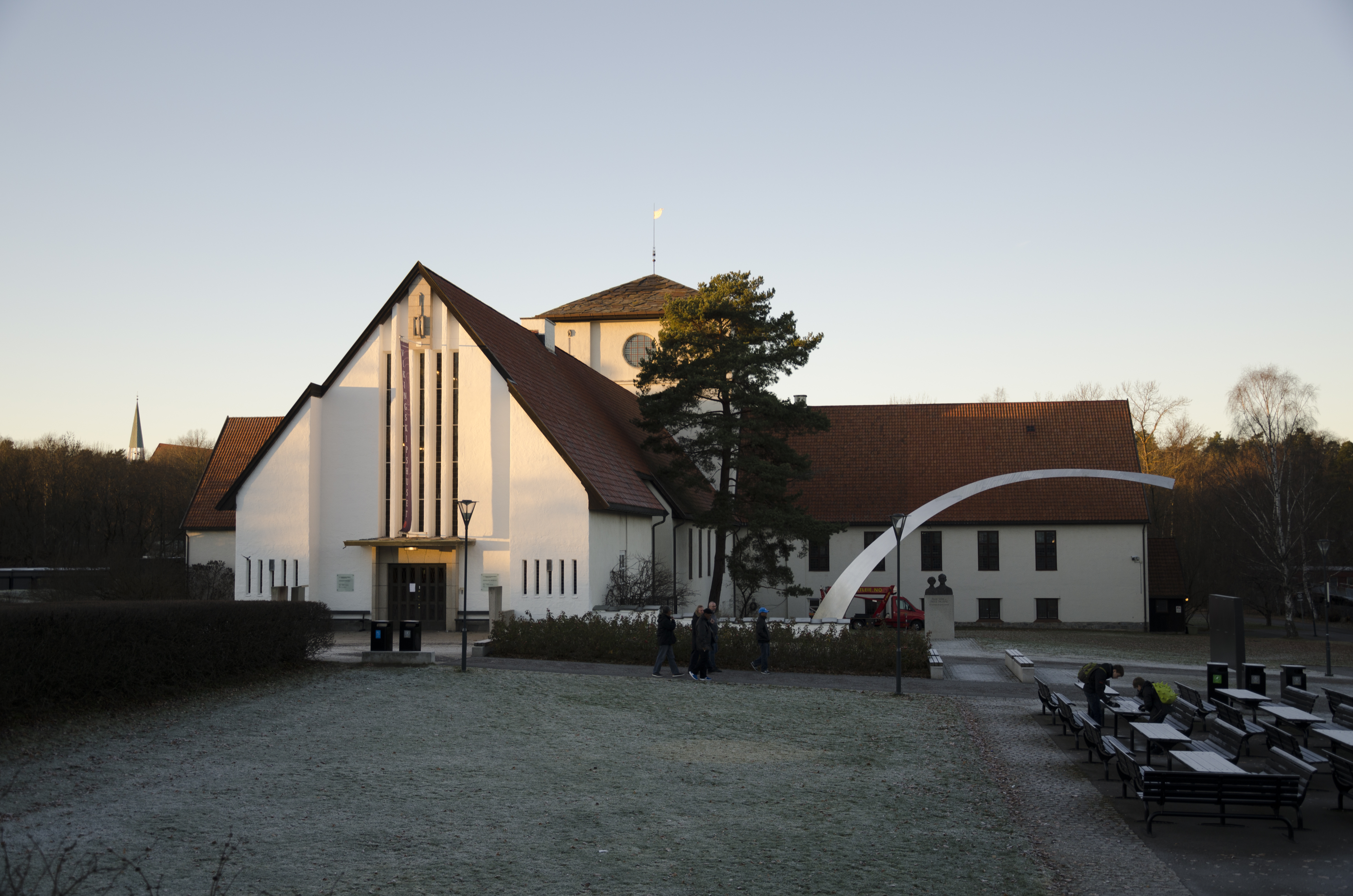
Vikingskipshuset
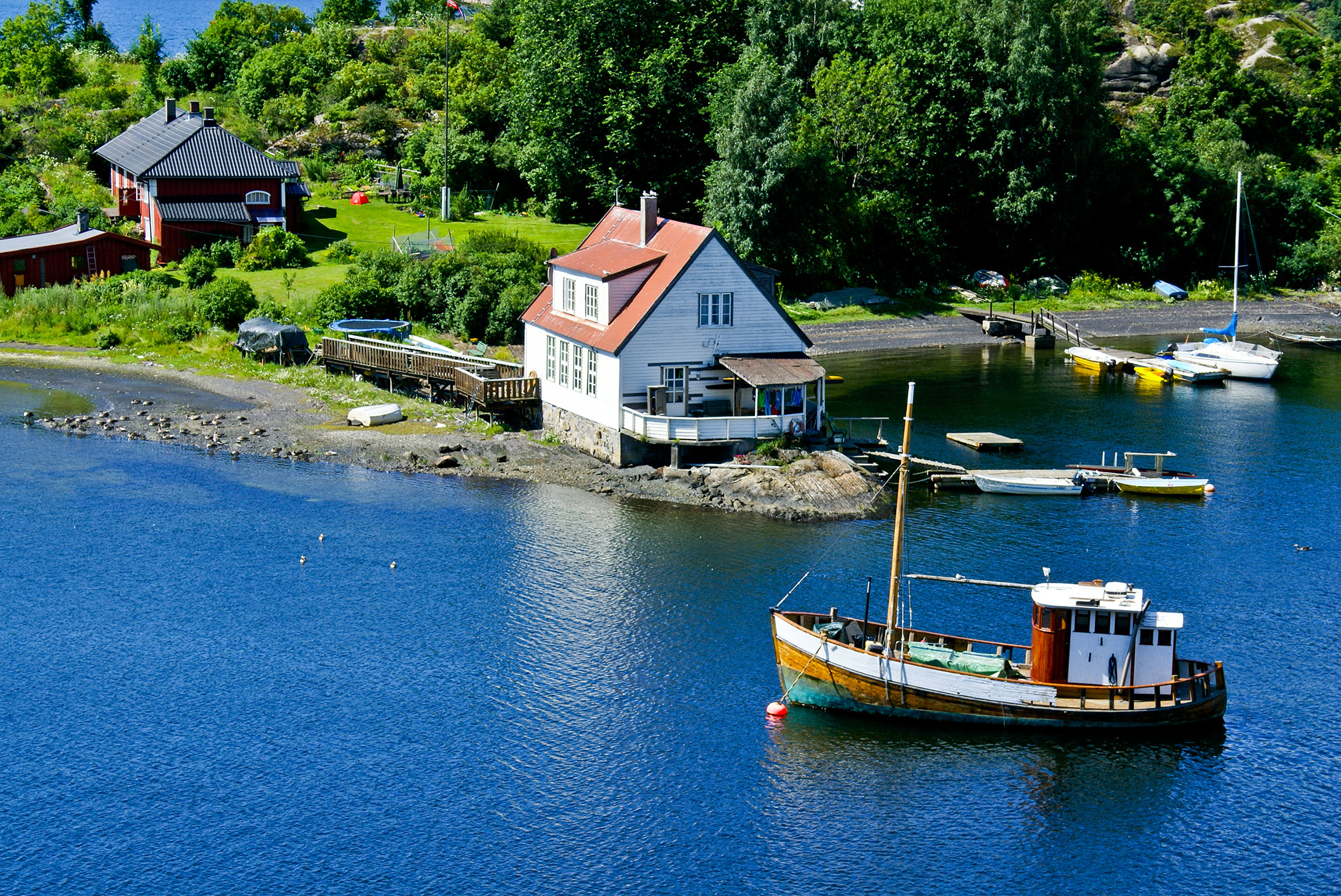
Killingen
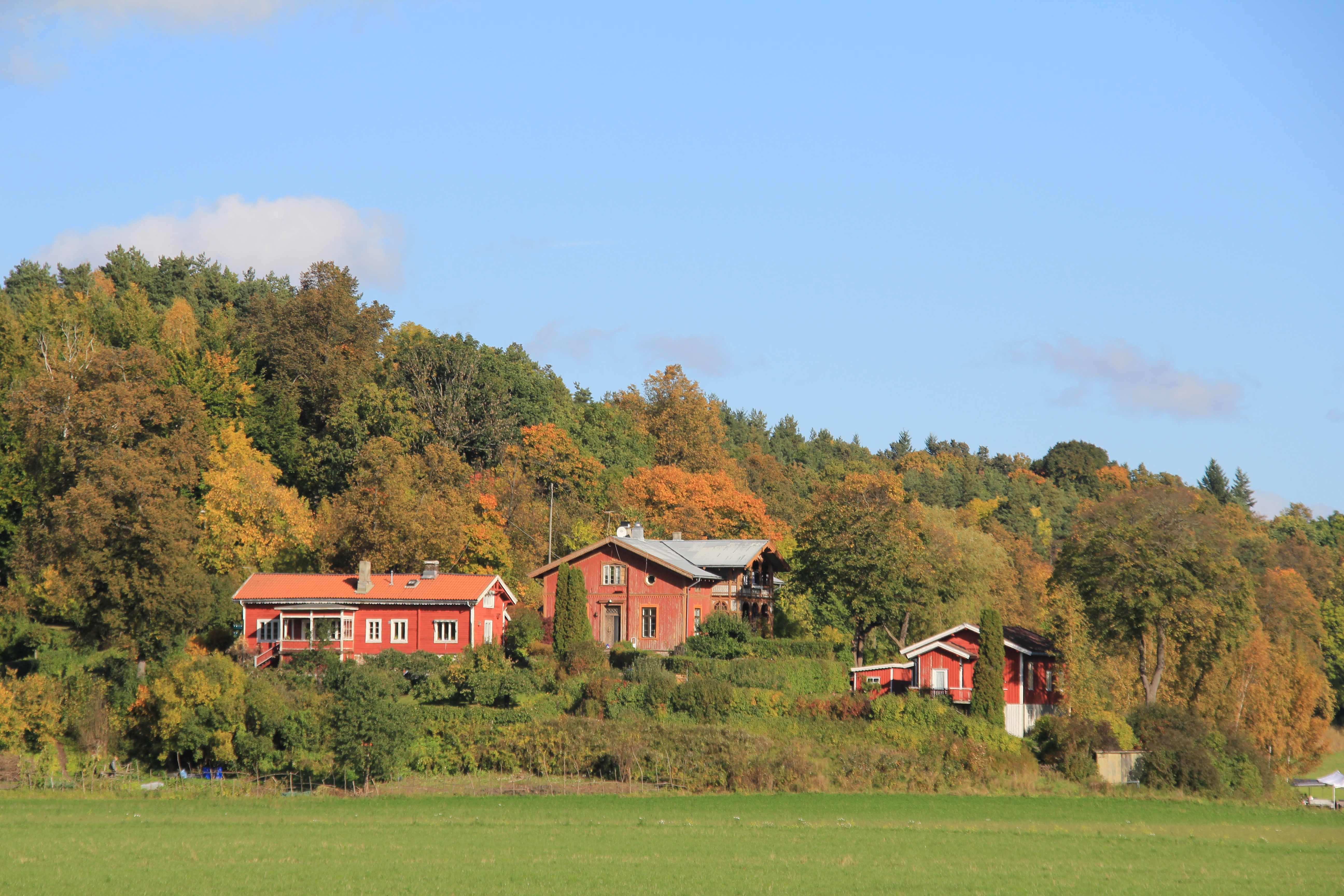
Hengsengen
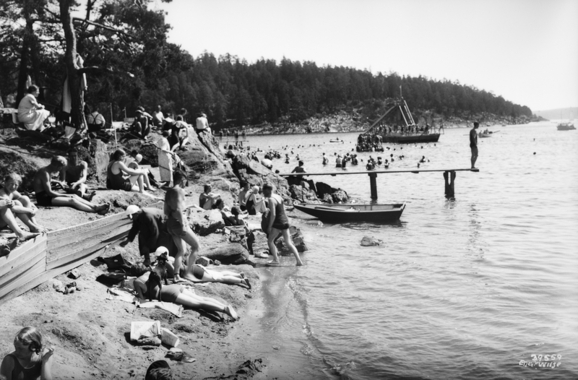
Bygdøy Sjøbad, 1933. Foto: Anders Beer Wilse
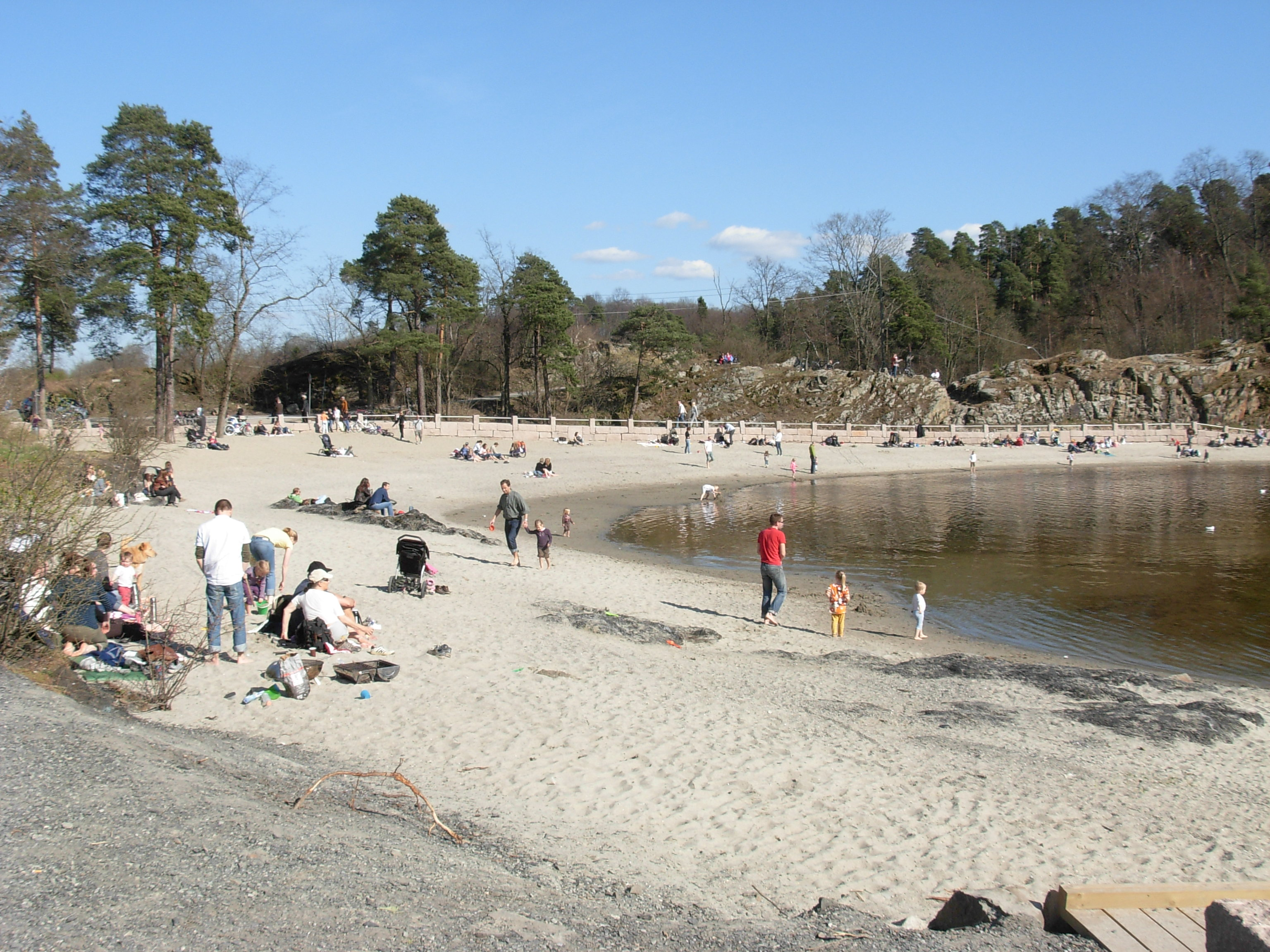
Bygdøy Sjøbad, 2008
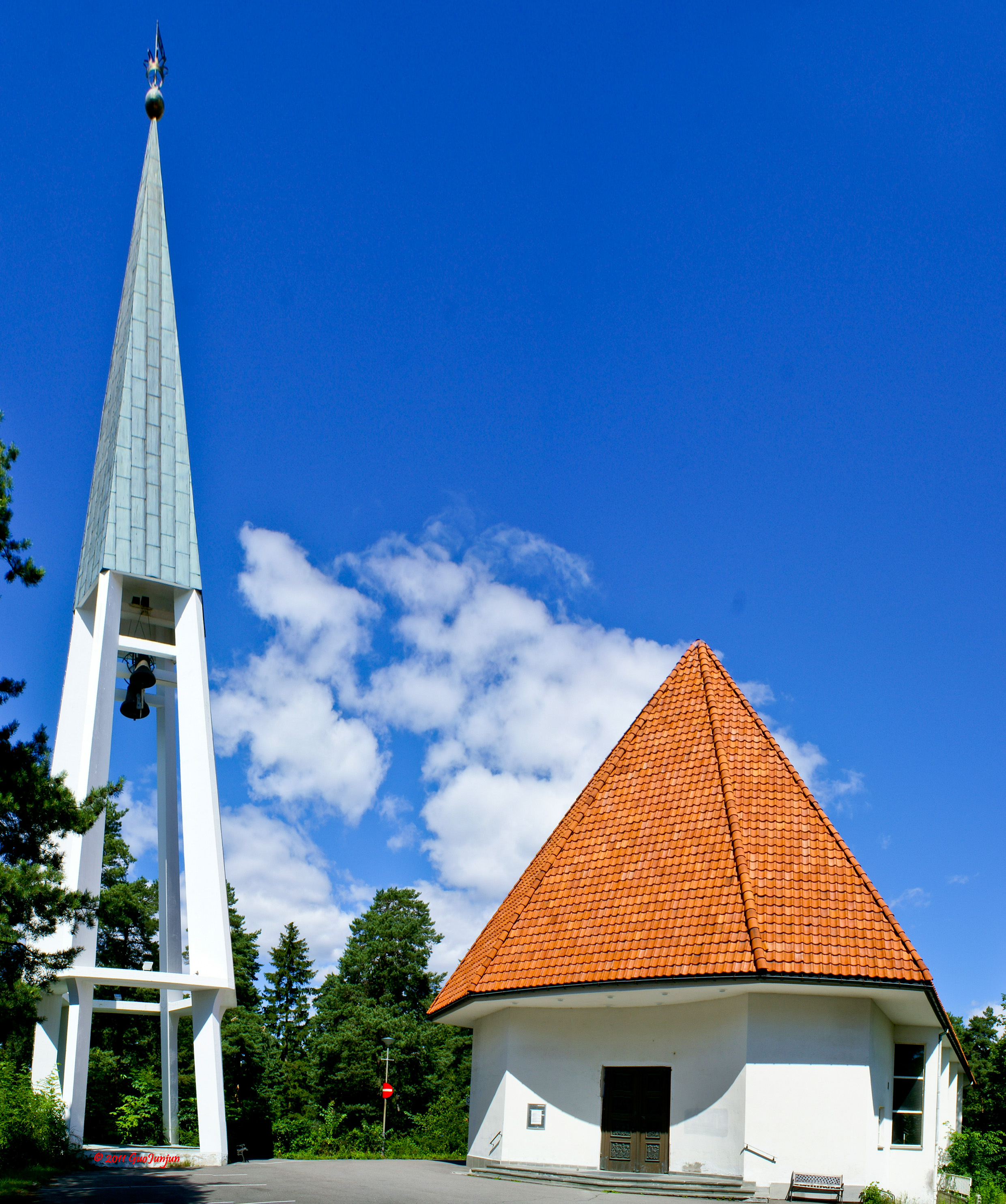
Bygdøy kirke